# 江南环球港
江南环球港 (英語：Global Harbor) 又称为常州江南环球港，是一座位于江苏常州的商业综合体，其中摩天轮高度120米，由月星集团开发。

## 历史
2016年9月开始营业，建筑面积达90万平方米。在楼顶上有一个直径88米，高度120米的摩天轮，曾线上征名最终命名为龙眼。
2018年6月30日被授予国家3A级旅游景区。

## 交通

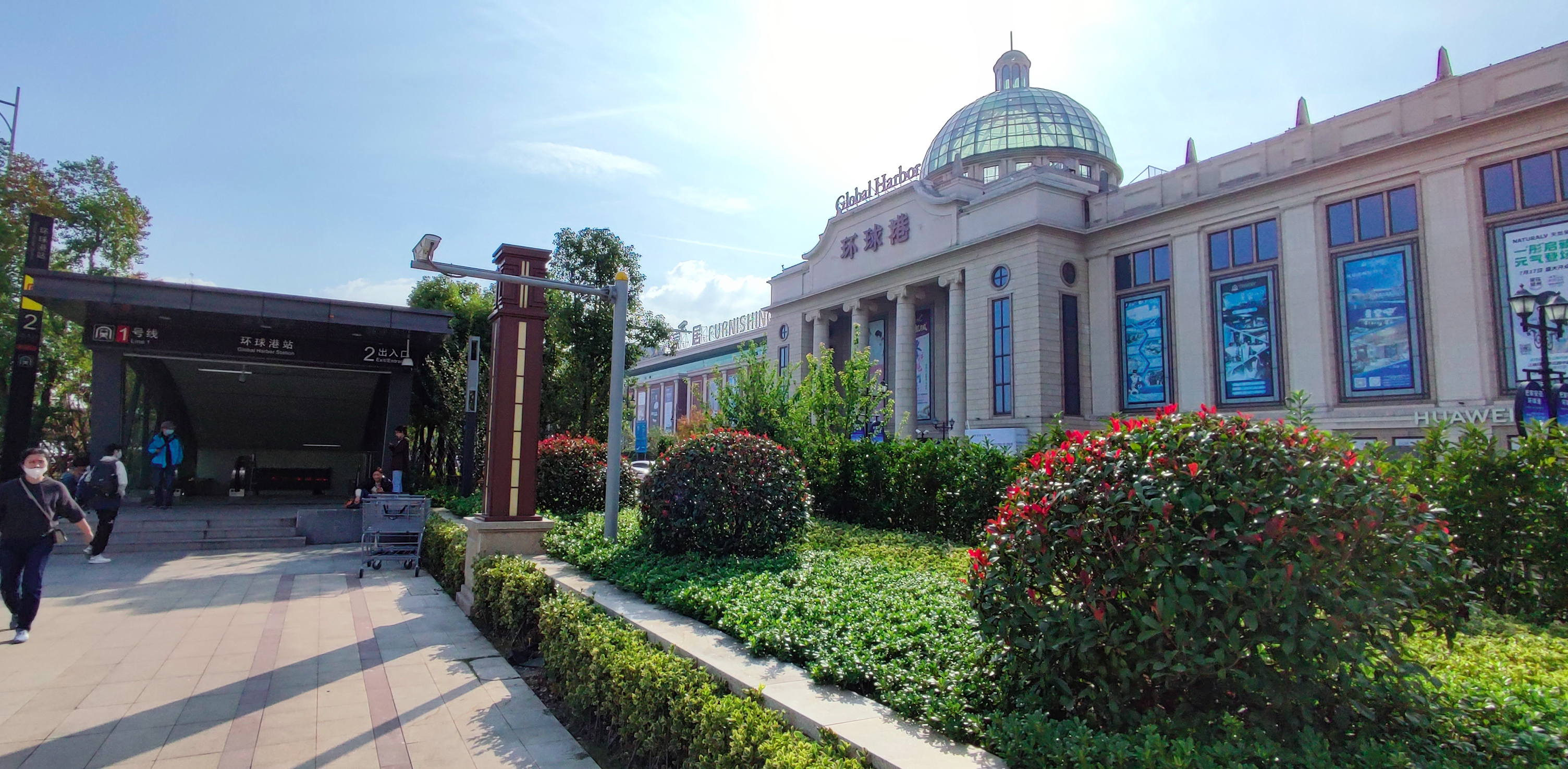
江南环球港和环球港地铁站

- 常州地铁1号线环球港站江南环球港和环球港地铁站